# Manden fra Bjergene
Manden fra Bjergene er en amerikansk stumfilm fra 1921 af King Vidor.

## Medvirkende
- John Bowers
- Colleen Moore som Gwen
- David Butler som Bill Hendricks
- Harry Todd
- James Corrigan som Ashley
- Donald MacDonald
- Kathleen Kirkham som Lady Charlotte